# Ievgueni Serafímovitx Lóvtxev
Ievgueni Serafímovitx Lóvtxev   (Kriúkovo, 29 de gener de 1949) és un exfutbolista rus de la dècada de 1970 i entrenador.
Fou 52 cops internacional amb la selecció soviètica amb la qual participà en la Copa del Món de Futbol de 1970 i als Jocs Olímpics d'Estiu de 1972.
Pel que fa a clubs, defensà els colors de FC Spartak Moscou i FC Dynamo Moscou.